# Јукон-Којукук (Аљаска)
Јукон-Којукук (енгл. Yukon-Koyukuk) насељено је место без административног статуса у америчкој савезној држави Аљаска.

## Демографија
По попису из 2010. године број становника је 5.588, што је 963 (-14,7%) становника мање него 2000. године.
| Група             | 2000.         | 2010.         |
| Белци             | 1.574 (24,0%) | 1.218 (21,8%) |
| Афроамериканци    | 6 (0,1%)      | 10 (0,2%)     |
| Азијати           | 24 (0,4%)     | 14 (0,3%)     |
| Хиспаноамериканци | 78 (1,2%)     | 66 (1,2%)     |
| Укупно            | 6.551         | 5.588         |